# Teroristický útok v Nice 2016
Teroristický útok v Nice roku 2016 se uskutečnil 14. července 2016 přibližně ve 22:40 hodin SELČ v jihofrancouzském městě Nice, kde do davu lidí oslavujících státní svátek Dobytí Bastily najel těžký nákladní vůz. Událost se odehrála na Promenade des Anglais, odkud toho večera účastníci oslav pozorovali ohňostroj.
Atentát si vyžádal 87 mrtvých a více než 400 zraněných. Ke konci útoku se rozpoutala přestřelka mezi řidičem vozu a policií, při níž pachatel zločinu zahynul. Podle dokladů jím byl 31letý Francouz tuniského původu, Mohamed Lahouaiej Bouhlel.

## Průběh útoku
K útoku došlo okolo 22.45 hodin na rušné pobřežní promenádě Angličanů (Promenade des Anglais) ve chvíli, kdy se lidé dívali na ohňostroj při oslavě Dne pádu Bastily. Podle svědků bylo v tu chvíli na promenádě asi 30 000 lidí. Jiná svědkyně stanici CNN sdělila, že se měl útok odehrát po skončení ohňostroje. Nákladní vůz Renault Midlum podle prokuratury cíleně najížděl do lidí v úseku dlouhém až dva kilometry. Jeden muž vnikl do kabiny řidiče a pokusil se ho zneškodnit, ten tak musel zpomalit. V tu chvíli policie útočníka zneutralizovala.
Prezident Métropole Nice Côte d'Azur a bývalý starosta města Nice Christian Estrosi posléze tvrdil, že vůz byl naložen granáty a zbraněmi. Policie však ve voze našla jen nefunkční granát a atrapy zbraní AK 47 a M-16. Očitý svědek Wassim Bouhlel viděl nákladní vůz najíždějící do davu a poté muže, který vytáhl zbraň a zahájil střelbu. Pachatel střílel z pistole ráže 7,65 mm. Podle úřadů šlo o dobře připravený útok. Pachatel měl křičet „Allahu Akbar!“, než zemřel v přestřelce s policií.
Na místě zůstalo 84 mrtvých a přes 200 zraněných.

## Pachatel útoku

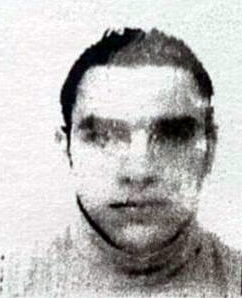
Mohamed Lahouaiej Bouhlel, útočník, na dokladu k trvalému pobytu

Mluvčí francouzského ministerstva vnitra Pierre-Henry Brandet popřel dřívější zprávy o rukojmích a řekl, že řidič nákladního vozidla byl „neutralizován“. Úřady dále zjišťovaly, zda jednal sám. Ve voze, který pachateli posloužil jako smrtící zbraň, byly podle policejních zdrojů objeveny doklady 31letého Francouze tuniského původu a zbraně. Podle deníku Nice Matin se pachatel zločinu jmenoval Mohamed Lahouaiej Bouhlel. Pocházel z tuniského města Msaken nedaleko Súsy, odkud odjel do Francie v roce 2005.
Pachatel byl dříve ve Francii trestán pro drobnou kriminalitu (kvůli výhrůžkám, násilí a krádežím), nebyl však podezříván z napojení na teroristické sítě. Podle pařížského prokurátora způsob útoku odpovídal instrukcím, které opakovaně dostávají bojovníci džihádistů. Podle agentury Amak se k útoku posléze přihlásila organizace Islámský stát, podle citovaného prohlášení měl pachatel útočit na její výzvu. Agentura AP krátce po zločinu napsala, že v prohlášení chybí jméno útočníka a naopak působí dojmem, že dotyčný konal na vlastní pěst.

Týden po útoku zavrhl francouzský státní zástupce François Molins původní tezi, že se pachatel jako jedinec „bleskově radikalizoval“. Podle Molinse už bylo jisté, že Bouhlel měl již po několik měsíců „svůj zločinecký projekt ve výhledu a zdokonaloval jej, předtím než přikročil k činu“. Nadto nejednal sám a pomáhali mu spolupachatelé. 15. a 16. července 2016 bylo pět takto podezřelých osob vzato do vazby, z toho čtyři muži a jedna žena. Podle zpráv se v případě zadržené ženy jednalo o pachatelovu manželku.

### Spolupachatelé

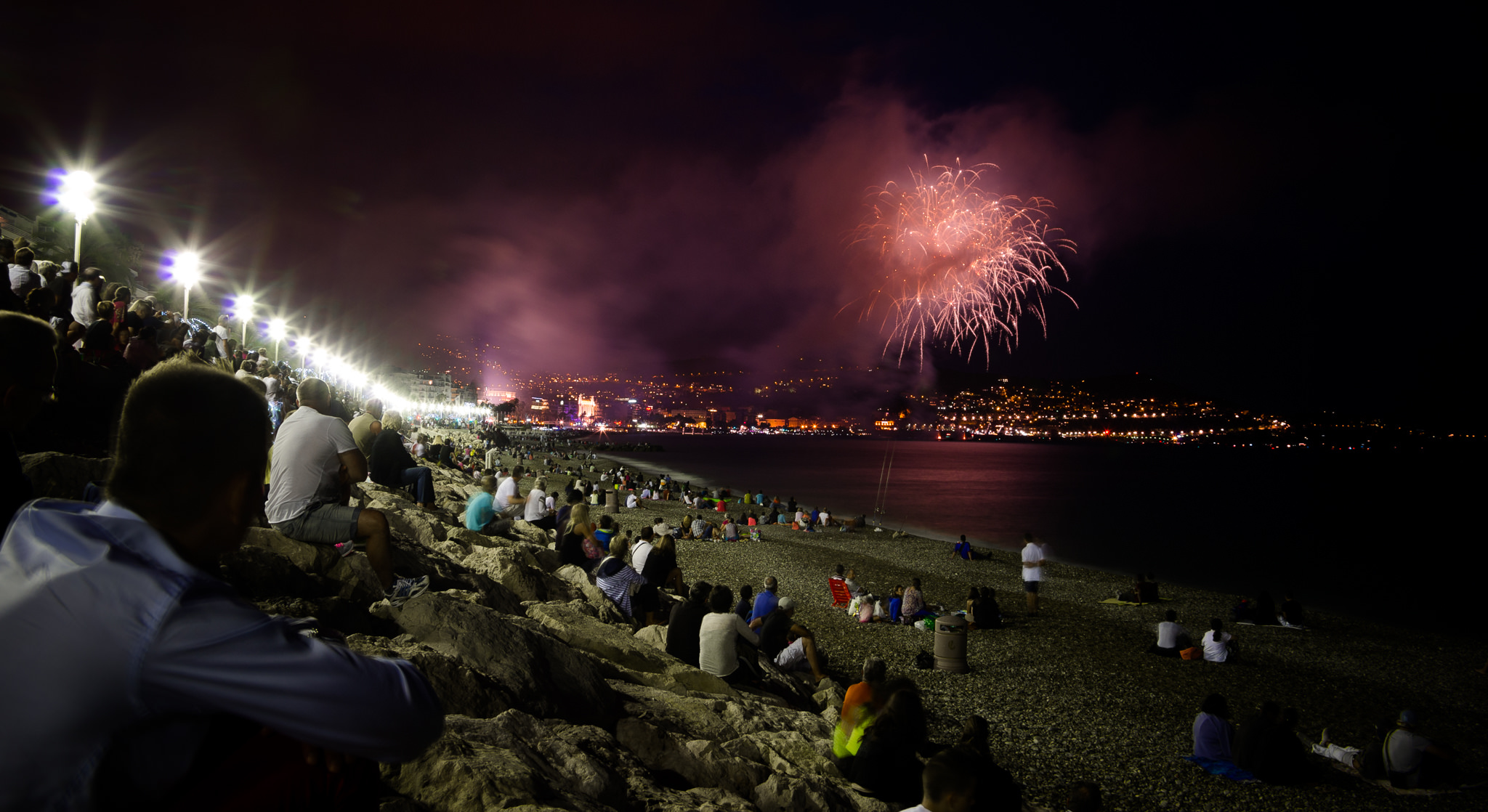
Ohňostroj při oslavě státního svátku Dobytí Bastily z nicejské Promenády Angličanů, 2014

Státní zástupce Molins uvedl také podrobnosti o třech zadržených spolupachatelích, všech Tunisanech jako hlavní pachatel. Jedním je 40letý Mohamed W. (celé příjmení nebylo sděleno), který následky útoku zachytil na video, když přijížděly záchranné služby. Od července 2015 byl s Bouhlelem v čilém telefonickém kontaktu, učinili spolu 1 278 hovorů. Mohamed W. měl spojení také s 37letým mužem jménem Chokri C., jemuž Bouhlel předal pět zbraní. Chokri C. je vidět na záznamech z kamer vedle Bouhlela jako spolujezdec v nákladním autě dne 12. července na promenádě Angličanů a v kabině vozu byly nalezeny jeho otisky prstů. Třetím jmenovaným je Ramzi A. Krom toho Molins uvedl, že Bouhlel vyhledával kontakty s homosexuálními muži. Média pak spekulovala, že mimo jiné tím kryl své přípravy na zločin.

## Oběti
V důsledku útoku je zaznamenáno nejméně 86 mrtvých a 54 těžce zraněných v kritickém stavu. Vedle mnoha zabitých Francouzů je mezi oběťmi řada cizinců. Třetinu obětí útoku, celkem 30 lidí, tvořili přistěhovalci muslimského vyznání. První obětí útoku byla 62letá muslimská žena zahalená v hidžábu, matka sedmi dětí, Fatima Charrihi.

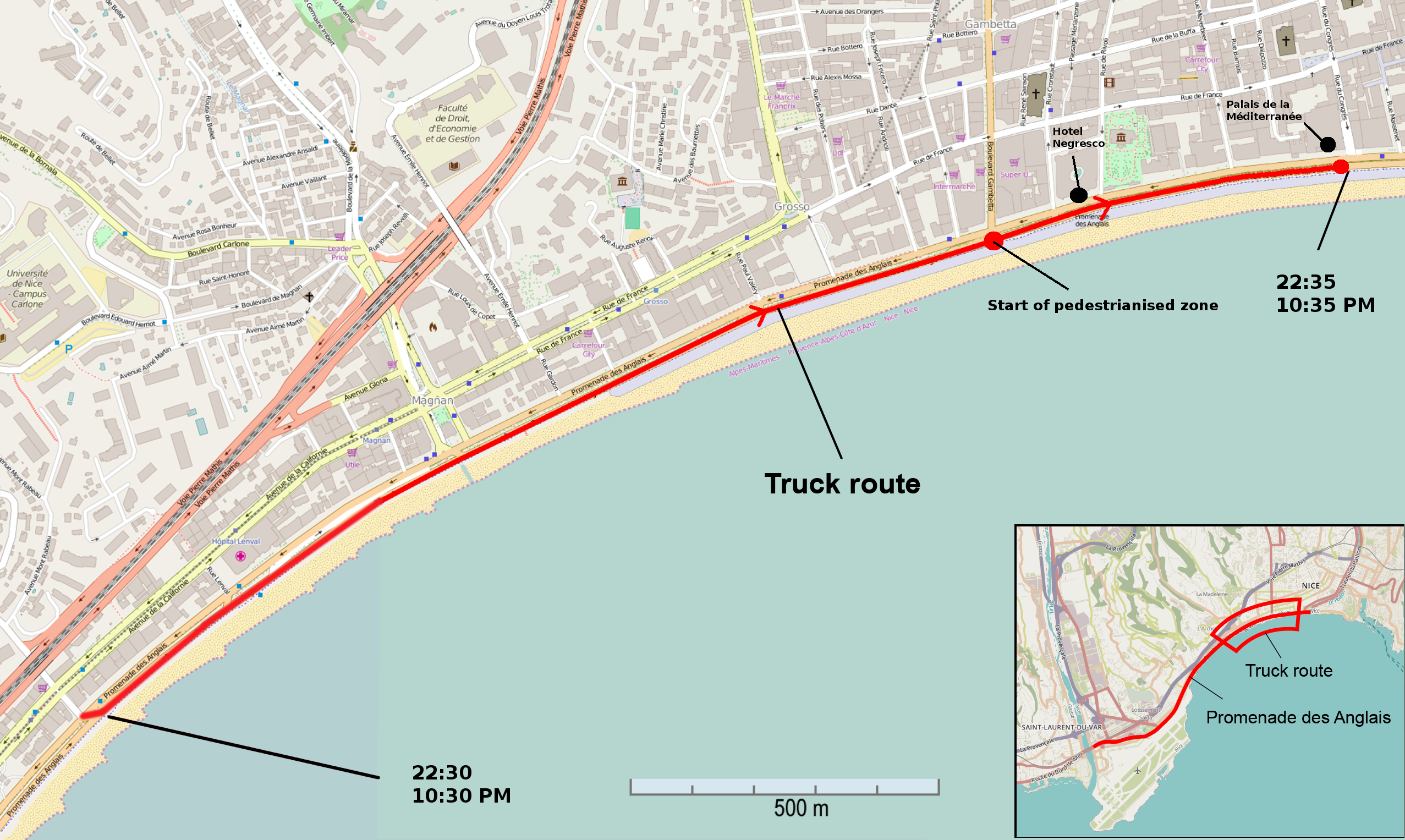
Pobřežní Promenade des Anglais (zvýrazněna červeně). Pachatel vraždil v severovýchodní třetině promenády.

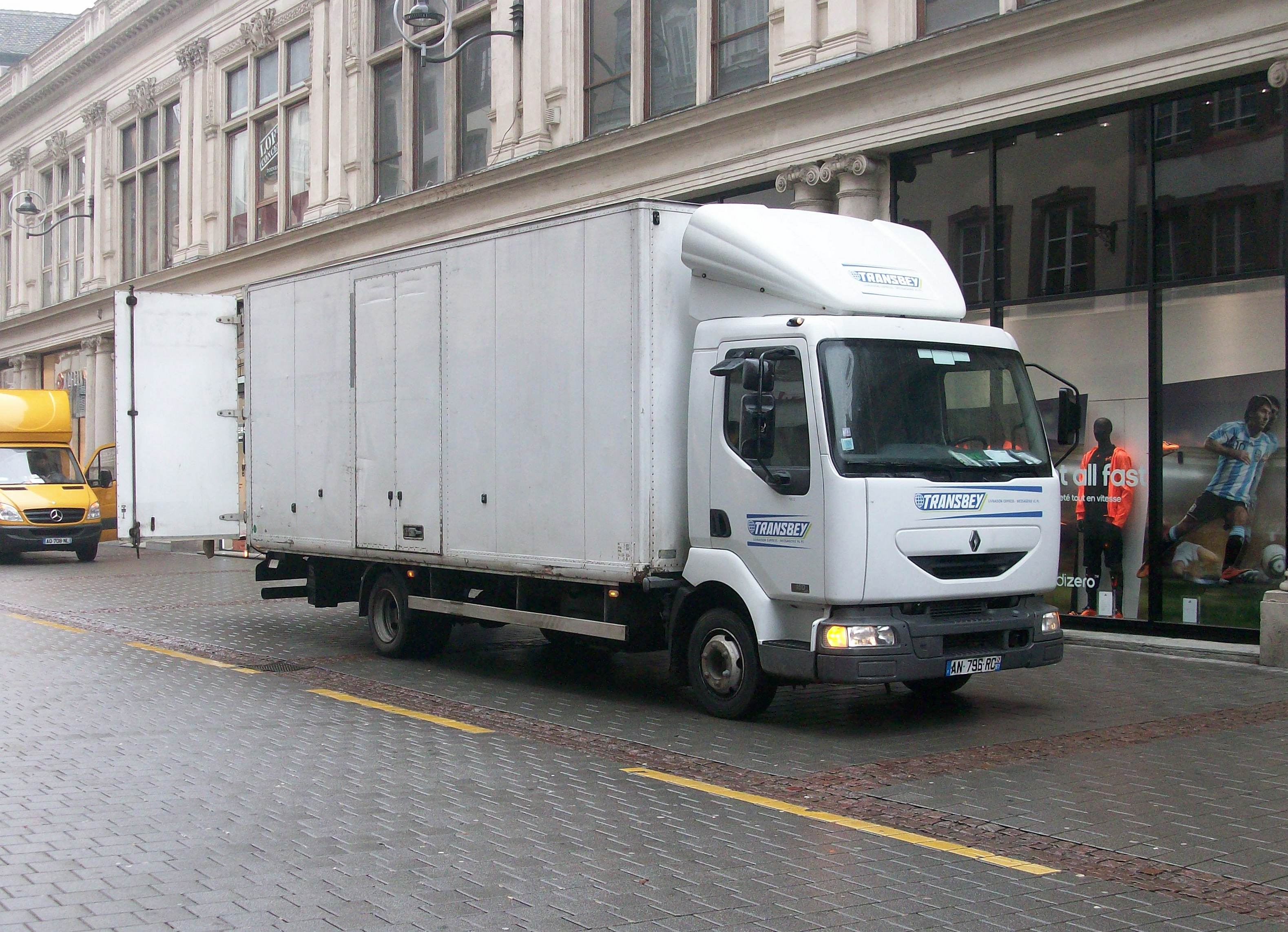
Renault Midlum, typ útočníkova vozu

| Národnost              | Mrtví | Zranění | Zdroj                |
| ---------------------- | --- | --- | -------------------- |
| Alžírsko               | 5 | & Chyba ve výrazu: Neočekávaný operátor / Chyba ve výrazu: Neočekávaný operátor / Chyba ve výrazu: Neočekávaný operátor / Chyba ve výrazu: Neočekávaný operátor / Chyba ve výrazu: Neočekávaný operátor / Chyba ve výrazu: Neočekávaný operátor / Chyba ve výrazu: Neočekávaný operátor / Chyba ve výrazu: Neočekávaný operátor / Chyba ve výrazu: Neočekávaný operátor / Chyba ve výrazu: Neočekávaný operátor / Chyba ve výrazu: Neočekávaný operátor / Chyba ve výrazu: Neočekávaný operátor / Chyba ve výrazu: Neočekávaný operátor / Chyba ve výrazu: Neočekávaný operátor / Chyba ve výrazu: Neočekávaný operátor / -1.0000-0 | [ 29 ]               |
| Arménie                | 1 | & Chyba ve výrazu: Neočekávaný operátor / Chyba ve výrazu: Neočekávaný operátor / Chyba ve výrazu: Neočekávaný operátor / Chyba ve výrazu: Neočekávaný operátor / Chyba ve výrazu: Neočekávaný operátor / Chyba ve výrazu: Neočekávaný operátor / Chyba ve výrazu: Neočekávaný operátor / Chyba ve výrazu: Neočekávaný operátor / Chyba ve výrazu: Neočekávaný operátor / Chyba ve výrazu: Neočekávaný operátor / Chyba ve výrazu: Neočekávaný operátor / Chyba ve výrazu: Neočekávaný operátor / Chyba ve výrazu: Neočekávaný operátor / Chyba ve výrazu: Neočekávaný operátor / Chyba ve výrazu: Neočekávaný operátor / -1.0000-0 | [ 30 ]               |
| Austrálie              | & Chyba ve výrazu: Neočekávaný operátor / Chyba ve výrazu: Neočekávaný operátor / Chyba ve výrazu: Neočekávaný operátor / Chyba ve výrazu: Neočekávaný operátor / Chyba ve výrazu: Neočekávaný operátor / Chyba ve výrazu: Neočekávaný operátor / Chyba ve výrazu: Neočekávaný operátor / Chyba ve výrazu: Neočekávaný operátor / Chyba ve výrazu: Neočekávaný operátor / Chyba ve výrazu: Neočekávaný operátor / Chyba ve výrazu: Neočekávaný operátor / Chyba ve výrazu: Neočekávaný operátor / Chyba ve výrazu: Neočekávaný operátor / Chyba ve výrazu: Neočekávaný operátor / Chyba ve výrazu: Neočekávaný operátor / -1.0000-0 | 5 | [ 31 ] [ 32 ]        |
| Belgie                 | 1 | 1 | [ 33 ]               |
| Brazílie               | 2 | 3 | [ 34 ] [ 35 ] [ 36 ] |
| Čína                   | & Chyba ve výrazu: Neočekávaný operátor / Chyba ve výrazu: Neočekávaný operátor / Chyba ve výrazu: Neočekávaný operátor / Chyba ve výrazu: Neočekávaný operátor / Chyba ve výrazu: Neočekávaný operátor / Chyba ve výrazu: Neočekávaný operátor / Chyba ve výrazu: Neočekávaný operátor / Chyba ve výrazu: Neočekávaný operátor / Chyba ve výrazu: Neočekávaný operátor / Chyba ve výrazu: Neočekávaný operátor / Chyba ve výrazu: Neočekávaný operátor / Chyba ve výrazu: Neočekávaný operátor / Chyba ve výrazu: Neočekávaný operátor / Chyba ve výrazu: Neočekávaný operátor / Chyba ve výrazu: Neočekávaný operátor / -1.0000-0 | 2 | [ 37 ]               |
| Česko                  | & Chyba ve výrazu: Neočekávaný operátor / Chyba ve výrazu: Neočekávaný operátor / Chyba ve výrazu: Neočekávaný operátor / Chyba ve výrazu: Neočekávaný operátor / Chyba ve výrazu: Neočekávaný operátor / Chyba ve výrazu: Neočekávaný operátor / Chyba ve výrazu: Neočekávaný operátor / Chyba ve výrazu: Neočekávaný operátor / Chyba ve výrazu: Neočekávaný operátor / Chyba ve výrazu: Neočekávaný operátor / Chyba ve výrazu: Neočekávaný operátor / Chyba ve výrazu: Neočekávaný operátor / Chyba ve výrazu: Neočekávaný operátor / Chyba ve výrazu: Neočekávaný operátor / Chyba ve výrazu: Neočekávaný operátor / -1.0000-0 | 1 | [ 38 ]               |
| Estonsko               | 2 | 4 | [ 40 ] [ 41 ]        |
| Francie                | 38 | & Chyba ve výrazu: Neočekávaný operátor / Chyba ve výrazu: Neočekávaný operátor / Chyba ve výrazu: Neočekávaný operátor / Chyba ve výrazu: Neočekávaný operátor / Chyba ve výrazu: Neočekávaný operátor / Chyba ve výrazu: Neočekávaný operátor / Chyba ve výrazu: Neočekávaný operátor / Chyba ve výrazu: Neočekávaný operátor / Chyba ve výrazu: Neočekávaný operátor / Chyba ve výrazu: Neočekávaný operátor / Chyba ve výrazu: Neočekávaný operátor / Chyba ve výrazu: Neočekávaný operátor / Chyba ve výrazu: Neočekávaný operátor / Chyba ve výrazu: Neočekávaný operátor / Chyba ve výrazu: Neočekávaný operátor / -1.0000-0 | [ 42 ]               |
| Gruzie                 | 1 | & Chyba ve výrazu: Neočekávaný operátor / Chyba ve výrazu: Neočekávaný operátor / Chyba ve výrazu: Neočekávaný operátor / Chyba ve výrazu: Neočekávaný operátor / Chyba ve výrazu: Neočekávaný operátor / Chyba ve výrazu: Neočekávaný operátor / Chyba ve výrazu: Neočekávaný operátor / Chyba ve výrazu: Neočekávaný operátor / Chyba ve výrazu: Neočekávaný operátor / Chyba ve výrazu: Neočekávaný operátor / Chyba ve výrazu: Neočekávaný operátor / Chyba ve výrazu: Neočekávaný operátor / Chyba ve výrazu: Neočekávaný operátor / Chyba ve výrazu: Neočekávaný operátor / Chyba ve výrazu: Neočekávaný operátor / -1.0000-0 | [ 43 ]               |
| Německo                | 3 | 2 | [ 44 ] [ 45 ]        |
| Maďarsko               | & Chyba ve výrazu: Neočekávaný operátor / Chyba ve výrazu: Neočekávaný operátor / Chyba ve výrazu: Neočekávaný operátor / Chyba ve výrazu: Neočekávaný operátor / Chyba ve výrazu: Neočekávaný operátor / Chyba ve výrazu: Neočekávaný operátor / Chyba ve výrazu: Neočekávaný operátor / Chyba ve výrazu: Neočekávaný operátor / Chyba ve výrazu: Neočekávaný operátor / Chyba ve výrazu: Neočekávaný operátor / Chyba ve výrazu: Neočekávaný operátor / Chyba ve výrazu: Neočekávaný operátor / Chyba ve výrazu: Neočekávaný operátor / Chyba ve výrazu: Neočekávaný operátor / Chyba ve výrazu: Neočekávaný operátor / -1.0000-0 | 1 | [ 46 ]               |
| Irsko                  | & Chyba ve výrazu: Neočekávaný operátor / Chyba ve výrazu: Neočekávaný operátor / Chyba ve výrazu: Neočekávaný operátor / Chyba ve výrazu: Neočekávaný operátor / Chyba ve výrazu: Neočekávaný operátor / Chyba ve výrazu: Neočekávaný operátor / Chyba ve výrazu: Neočekávaný operátor / Chyba ve výrazu: Neočekávaný operátor / Chyba ve výrazu: Neočekávaný operátor / Chyba ve výrazu: Neočekávaný operátor / Chyba ve výrazu: Neočekávaný operátor / Chyba ve výrazu: Neočekávaný operátor / Chyba ve výrazu: Neočekávaný operátor / Chyba ve výrazu: Neočekávaný operátor / Chyba ve výrazu: Neočekávaný operátor / -1.0000-0 | 1 | [ 47 ]               |
| Itálie                 | 6 | 3 | [ 48 ] [ 49 ]        |
| Kazachstán             | 4 | & Chyba ve výrazu: Neočekávaný operátor / Chyba ve výrazu: Neočekávaný operátor / Chyba ve výrazu: Neočekávaný operátor / Chyba ve výrazu: Neočekávaný operátor / Chyba ve výrazu: Neočekávaný operátor / Chyba ve výrazu: Neočekávaný operátor / Chyba ve výrazu: Neočekávaný operátor / Chyba ve výrazu: Neočekávaný operátor / Chyba ve výrazu: Neočekávaný operátor / Chyba ve výrazu: Neočekávaný operátor / Chyba ve výrazu: Neočekávaný operátor / Chyba ve výrazu: Neočekávaný operátor / Chyba ve výrazu: Neočekávaný operátor / Chyba ve výrazu: Neočekávaný operátor / Chyba ve výrazu: Neočekávaný operátor / -1.0000-0 | [ 50 ]               |
| Madagaskar             | 2 | 4 | [ 51 ]               |
| Malajsie               | & Chyba ve výrazu: Neočekávaný operátor / Chyba ve výrazu: Neočekávaný operátor / Chyba ve výrazu: Neočekávaný operátor / Chyba ve výrazu: Neočekávaný operátor / Chyba ve výrazu: Neočekávaný operátor / Chyba ve výrazu: Neočekávaný operátor / Chyba ve výrazu: Neočekávaný operátor / Chyba ve výrazu: Neočekávaný operátor / Chyba ve výrazu: Neočekávaný operátor / Chyba ve výrazu: Neočekávaný operátor / Chyba ve výrazu: Neočekávaný operátor / Chyba ve výrazu: Neočekávaný operátor / Chyba ve výrazu: Neočekávaný operátor / Chyba ve výrazu: Neočekávaný operátor / Chyba ve výrazu: Neočekávaný operátor / -1.0000-0 | 1 | [ 52 ]               |
| Maroko                 | 3 | 1 | [ 53 ]               |
| Nizozemsko             | & Chyba ve výrazu: Neočekávaný operátor / Chyba ve výrazu: Neočekávaný operátor / Chyba ve výrazu: Neočekávaný operátor / Chyba ve výrazu: Neočekávaný operátor / Chyba ve výrazu: Neočekávaný operátor / Chyba ve výrazu: Neočekávaný operátor / Chyba ve výrazu: Neočekávaný operátor / Chyba ve výrazu: Neočekávaný operátor / Chyba ve výrazu: Neočekávaný operátor / Chyba ve výrazu: Neočekávaný operátor / Chyba ve výrazu: Neočekávaný operátor / Chyba ve výrazu: Neočekávaný operátor / Chyba ve výrazu: Neočekávaný operátor / Chyba ve výrazu: Neočekávaný operátor / Chyba ve výrazu: Neočekávaný operátor / -1.0000-0 | 3 | [ 54 ]               |
| Polsko                 | 2 | & Chyba ve výrazu: Neočekávaný operátor / Chyba ve výrazu: Neočekávaný operátor / Chyba ve výrazu: Neočekávaný operátor / Chyba ve výrazu: Neočekávaný operátor / Chyba ve výrazu: Neočekávaný operátor / Chyba ve výrazu: Neočekávaný operátor / Chyba ve výrazu: Neočekávaný operátor / Chyba ve výrazu: Neočekávaný operátor / Chyba ve výrazu: Neočekávaný operátor / Chyba ve výrazu: Neočekávaný operátor / Chyba ve výrazu: Neočekávaný operátor / Chyba ve výrazu: Neočekávaný operátor / Chyba ve výrazu: Neočekávaný operátor / Chyba ve výrazu: Neočekávaný operátor / Chyba ve výrazu: Neočekávaný operátor / -1.0000-0 | [ 55 ]               |
| Portugalsko            | & Chyba ve výrazu: Neočekávaný operátor / Chyba ve výrazu: Neočekávaný operátor / Chyba ve výrazu: Neočekávaný operátor / Chyba ve výrazu: Neočekávaný operátor / Chyba ve výrazu: Neočekávaný operátor / Chyba ve výrazu: Neočekávaný operátor / Chyba ve výrazu: Neočekávaný operátor / Chyba ve výrazu: Neočekávaný operátor / Chyba ve výrazu: Neočekávaný operátor / Chyba ve výrazu: Neočekávaný operátor / Chyba ve výrazu: Neočekávaný operátor / Chyba ve výrazu: Neočekávaný operátor / Chyba ve výrazu: Neočekávaný operátor / Chyba ve výrazu: Neočekávaný operátor / Chyba ve výrazu: Neočekávaný operátor / -1.0000-0 | 4 | [ 56 ]               |
| Rumunsko               | 1 | 4 | [ 57 ] [ 58 ] [ 59 ] |
| Rusko                  | 2 | 3 | [ 58 ] [ 60 ] [ 61 ] |
| Singapur               | & Chyba ve výrazu: Neočekávaný operátor / Chyba ve výrazu: Neočekávaný operátor / Chyba ve výrazu: Neočekávaný operátor / Chyba ve výrazu: Neočekávaný operátor / Chyba ve výrazu: Neočekávaný operátor / Chyba ve výrazu: Neočekávaný operátor / Chyba ve výrazu: Neočekávaný operátor / Chyba ve výrazu: Neočekávaný operátor / Chyba ve výrazu: Neočekávaný operátor / Chyba ve výrazu: Neočekávaný operátor / Chyba ve výrazu: Neočekávaný operátor / Chyba ve výrazu: Neočekávaný operátor / Chyba ve výrazu: Neočekávaný operátor / Chyba ve výrazu: Neočekávaný operátor / Chyba ve výrazu: Neočekávaný operátor / -1.0000-0 | 1 | [ 62 ]               |
| Švýcarsko              | 2 | & Chyba ve výrazu: Neočekávaný operátor / Chyba ve výrazu: Neočekávaný operátor / Chyba ve výrazu: Neočekávaný operátor / Chyba ve výrazu: Neočekávaný operátor / Chyba ve výrazu: Neočekávaný operátor / Chyba ve výrazu: Neočekávaný operátor / Chyba ve výrazu: Neočekávaný operátor / Chyba ve výrazu: Neočekávaný operátor / Chyba ve výrazu: Neočekávaný operátor / Chyba ve výrazu: Neočekávaný operátor / Chyba ve výrazu: Neočekávaný operátor / Chyba ve výrazu: Neočekávaný operátor / Chyba ve výrazu: Neočekávaný operátor / Chyba ve výrazu: Neočekávaný operátor / Chyba ve výrazu: Neočekávaný operátor / -1.0000-0 | [ 33 ]               |
| Tunisko                | 4 | & Chyba ve výrazu: Neočekávaný operátor / Chyba ve výrazu: Neočekávaný operátor / Chyba ve výrazu: Neočekávaný operátor / Chyba ve výrazu: Neočekávaný operátor / Chyba ve výrazu: Neočekávaný operátor / Chyba ve výrazu: Neočekávaný operátor / Chyba ve výrazu: Neočekávaný operátor / Chyba ve výrazu: Neočekávaný operátor / Chyba ve výrazu: Neočekávaný operátor / Chyba ve výrazu: Neočekávaný operátor / Chyba ve výrazu: Neočekávaný operátor / Chyba ve výrazu: Neočekávaný operátor / Chyba ve výrazu: Neočekávaný operátor / Chyba ve výrazu: Neočekávaný operátor / Chyba ve výrazu: Neočekávaný operátor / -1.0000-0 | [ 58 ] [ 63 ]        |
| Ukrajina               | 1 | 2 | [ 64 ] [ 65 ]        |
| Spojené království     | & Chyba ve výrazu: Neočekávaný operátor / Chyba ve výrazu: Neočekávaný operátor / Chyba ve výrazu: Neočekávaný operátor / Chyba ve výrazu: Neočekávaný operátor / Chyba ve výrazu: Neočekávaný operátor / Chyba ve výrazu: Neočekávaný operátor / Chyba ve výrazu: Neočekávaný operátor / Chyba ve výrazu: Neočekávaný operátor / Chyba ve výrazu: Neočekávaný operátor / Chyba ve výrazu: Neočekávaný operátor / Chyba ve výrazu: Neočekávaný operátor / Chyba ve výrazu: Neočekávaný operátor / Chyba ve výrazu: Neočekávaný operátor / Chyba ve výrazu: Neočekávaný operátor / Chyba ve výrazu: Neočekávaný operátor / -1.0000-0 | 1 | [ 66 ]               |
| Spojené státy americké | 3 | & Chyba ve výrazu: Neočekávaný operátor / Chyba ve výrazu: Neočekávaný operátor / Chyba ve výrazu: Neočekávaný operátor / Chyba ve výrazu: Neočekávaný operátor / Chyba ve výrazu: Neočekávaný operátor / Chyba ve výrazu: Neočekávaný operátor / Chyba ve výrazu: Neočekávaný operátor / Chyba ve výrazu: Neočekávaný operátor / Chyba ve výrazu: Neočekávaný operátor / Chyba ve výrazu: Neočekávaný operátor / Chyba ve výrazu: Neočekávaný operátor / Chyba ve výrazu: Neočekávaný operátor / Chyba ve výrazu: Neočekávaný operátor / Chyba ve výrazu: Neočekávaný operátor / Chyba ve výrazu: Neočekávaný operátor / -1.0000-0 | [ 67 ]               |
| nepotvrzeno            | 1 | 162 |                      |
| Celkem                 | 84 | 202 | [ 4 ]                |

## Reakce
Francouzský prezident François Hollande prohlásil, že teroristický charakter útoku nelze popřít. Do Paříže se vrátil ze soukromé návštěvy v Avignonu a svolal jednání krizového štábu. Poté se rozhodl předložit parlamentu návrh na tříměsíční prodloužení výjimečného stavu, který v zemi platí od pařížských útoků v listopadu 2015.
Česká vláda preventivně přijala několik bezpečnostních opatření. U francouzského velvyslanectví v Praze lidé den po útoku vyjadřovali solidaritu s oběťmi, včetně ministra kultury Daniela Hermana. Zaměstnanci ambasády vyhlásili minutu ticha na 15. hodinu 15. července a zpřístupnili kondolenční knihu.

### Útok v Německu
O čtyři dny později, ve večerních hodinách 18. července 2016, ve vlaku mezi bavorskými městy Treuchtlingen a Würzburg napadl mladý útočník cestující sekerou a nožem, přičemž čtyři lidi zranil těžce a jednoho lehce. Pachatele, který přišel do Německa v průběhu migrační krize v roce 2015 a žádal zde o azyl pod jménem Riaz Khan Ahmadzai, policie zastřelila krátce poté, co utekl z vlaku. Následné vyšetřování vedlo ke zjištění, že pachatel vedl internetovou komunikaci s lidmi podezřelými z podpory tzv. Islámského státu. Podle zveřejněné části této komunikace instruktor nabádal mladíka, aby raději najel autem do davu lidí, protože tak způsobí větší škody, což Ahmadzai odmítl s tím, že neumí řídit auto a nechce ztrácet čas učením.